# Manufahi
Manufahi est une municipalité du Timor oriental.

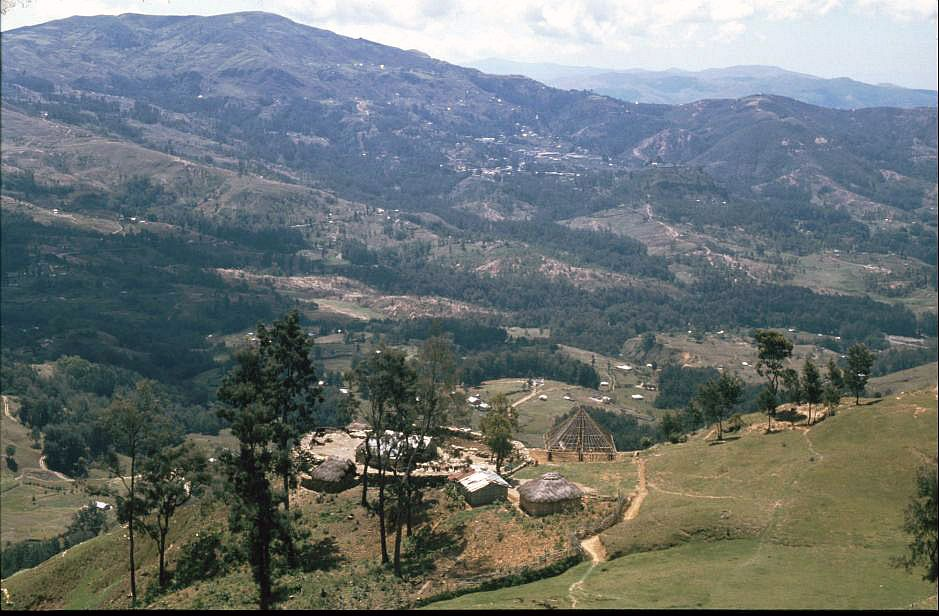
Paysage entre Dili et Same

Il est lui-même divisé en 4 postes administratifs :
- Alas
- Fatuberliu
- Same
- Turiscai

## Liens externes

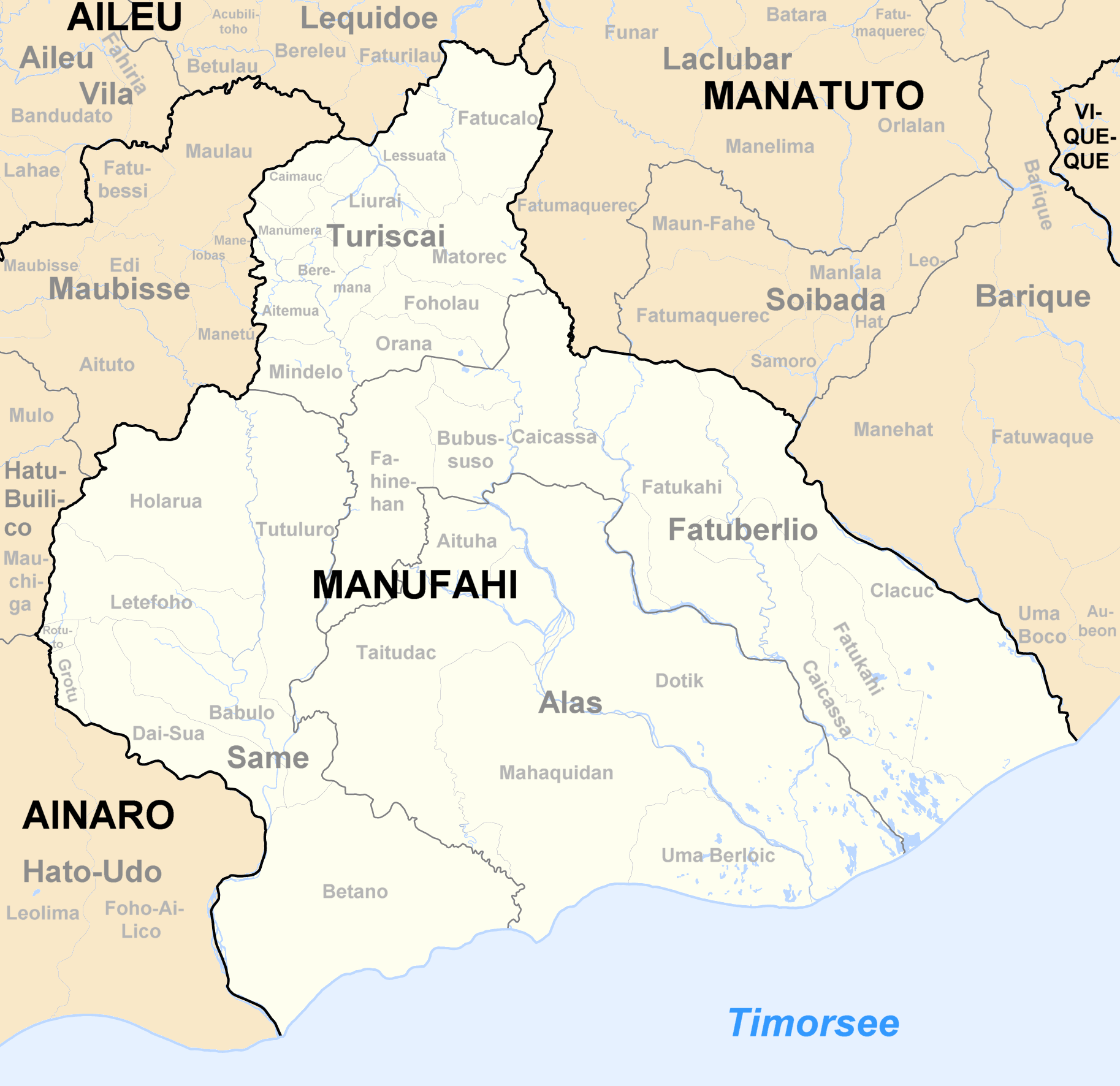
Subdivisions de municipalité